# Diritto sammarinese
Il diritto sammarinese è il diritto che vige nella Repubblica di San Marino. Sue fonti sono: lo Statuto, la riforma posteriore, la consuetudine e il diritto comune, cioè il diritto romano, come era stato tramandato dai glossatori ed era il diritto vigente nell'Europa continentale fino alle codificazioni napoleoniche.
Dal modello comunale del Medioevo ad oggi, il diritto sammarinese ha subito un'evoluzione che lo porta a forme più complesse, ma sempre aderenti ai principi costituzionali originari. Dall'Ottocento in poi, l'ordinamento sammarinese cerca sistemazioni teoriche più evolute per i singoli istituti e li individua nel diritto comune europeo.

## Caratteristiche generali
L'ordinamento giuridico sammarinese può essere attribuito alla famiglia romano-germanica, ma presenta caratteristiche specifiche che lo distinguono dagli altri stati di questa famiglia.
Non esiste a San Marino una vera e propria Costituzione, tuttavia il suo ruolo è svolto dal primo volume delle Leges Statutae Sancti Marini (Statuti), originariamente scritti nel 1295-1305 e nel 1317, più volte rivisti prima del 1600 ed infine ultimati nel 1600 in sei libri.
distretto, secondo la forma degli Statuti e delle riformazioni del Comune della nominata Terra, che sono ora, e che pro-tempore saranno. E se gli Statuti o le riformazioni non disponessero o provvedessero per ciascuna cosa, debba nei suddetti casi procedere, finire, e terminare secondo la forma del diritto comune, e le lodevoli consuetudini della anzidetta Terra»
(Leges Statutae Sancti Marini)
Nel 1974 venne poi promulgata la Dichiarazione dei diritti dei cittadini e dei principi fondamentali dell'ordinamento sammarinese.
A San Marino resta in vigore lo ius commune del diritto privato romano. Gli Statuti sono integrati dalle consuetudini e, in subordine, dalle disposizioni romanistiche del Codice giustinianeo e del Digesto così come interpretato dai glossatori, nonché da leggi moderne, ad esempio la legge sul pegno del 1854, sulle cambiali del 1882 e 1914, sulla locazione dei beni comunali del 1950 e 1966, e altri.
Il diritto del lavoro stabilisce una settimana lavorativa di 36 ore per i dipendenti pubblici e una giornata lavorativa di 37,5 ore per gli altri lavoratori, oltre al diritto di sciopero, di adesione ai sindacati e ad altri diritti fondamentali.
Il codice penale del 1974 è la fonte principale del diritto penale. La pena di morte è ormai bandita, venendo abolita per la prima volta nel 1848, anche se venne reintrodotta tra il 1853 e il 1858; tuttavia, l'ultima sentenza di morte venne eseguita nel XV secolo, precisamente nel 1468. Il codice di procedura risale al 1978 e regola il procedimento penale.

## Sistema giudiziario e organi di controllo
Nel sistema giudiziario sammarinese è presente uno specifico organo giudiziario, fondato nel XV secolo: il Consiglio dei XII, che è il tribunale supremo, e giudica anche i casi amministrativi. I consiglieri sono eletti per un mandato di 6 anni tra i membri parlamentari del Consiglio Grande e Generale stesso.
Al di sotto della gerarchia nel sistema giudiziario ci sono due giudici d'appello (uno per le cause civili e uno per le cause penali) e uno per il primo grado. Vi sono anche i cosiddetti giudici conciliatori che esaminano casi minori.
Il sistema penitenziario è indipendente e prevede la detenzione presso il carcere "Dei Cappuccini" oltre che un sistema di pene alternative alla detenzione sotto il controllo del servizio sociale.